# 비트키퍼
비트키퍼(BitKeeper)는 컴퓨터 소스 코드의 분산 버전 관리를 위한 소프트웨어 도구이다. 처음에 캘리포니아주 로스가토스에 위치한 기업 비트무버에 의해 사유 소프트웨어로서 개발되었다. 이후 아파치 라이선스 2.0으로 2016년 5월 9일 오픈 소스 소프트웨어로서 출시되었다. 비트키퍼는 더 이상 개발되고 있지 않다.

## 같이 보기
- 버전 관리 소프트웨어 목록